# Winston Million
Die Winston Million war ein Bonus-Preisgeldprogramm des heutigen NASCAR Sprint Cup, das auf dem Grand-Slam-Konzept basierte. Zwischen 1985 und 1997 offerierte die R.J. Reynolds Tobacco Company, der Hauptsponsor der Serie, ein Preisgeld von einer Million US-Dollar für jeden Fahrer, der drei der vier als Kronjuwelen bezeichneten Rennen in einer Saison gewinnen konnte. Zwischen 1998 und 2002 wurde das Programm als Winston No Bull 5 neu ausgerichtet und offerierte bis zu fünf Boni von jeweils einer Million US-Dollar auf ausgewählten Rennen. Nach dem Ausscheiden von R.J. Reynolds als Hauptsponsor der Serie nach 2003 und aufgrund der Entscheidung des als Ferko-Prozess bekanntgewordenen Kartellrechtsgerichtsverfahrens wurde der gesamte Grand Slam eingestellt.

## Der Grand Slam
Im NASCAR Winston Cup gab es schon lange vor der Einführung des Grand Slam die vier sogenannten Kronjuwelen. Es handelte sich dabei um folgende Rennen:
- Daytona 500 (bekannt als das reichste Rennen mit dem höchsten Preisgeld im Kalender auf dem Daytona International Speedway)
- Winston 500 (bekannt als das schnellste Rennen im Kalender auf dem Talladega Superspeedway)
- Coca-Cola 600 (bekannt als das längste Rennen im Kalender auf dem Charlotte Motor Speedway)
- Southern 500 (bekannt als das älteste Superspeedway-Rennen im Kalender auf dem Darlington Raceway)

Keinem Fahrer gelang es, alle vier Rennen in derselben Saison zu gewinnen. Vor der Einführung des Programms im Jahre 1985 konnten zwei Fahrer einen Small Slam, das heißt drei der vier wichtigsten Rennen, erzielen: LeeRoy Yarbrough im Jahre 1969 und David Pearson im Jahre 1976. Mit Beginn der Saison 1985 offerierte R.J. Reynolds und seine Zigarettenmarke Winston einen Bonus von einer Million US-Dollar für jeden Fahrer, der den genannten Small Slam in einer Saison erzielen konnte. Falls es keinem gelang, die eine Million US-Dollar zu gewinnen, gab es einen Bonus von 100.000 US-Dollar für den Fahrer, der als erstes zwei der vier Rennen gewinnen konnte. Falls ein Fahrer die Chance auf den Gewinn der Million beim Coca-Cola 600 oder Southern 500 hatte, wurde das entsprechende Rennen als „The Winston Million Running of the Coca-Cola 600/Southern 500“ beworben. Zwischen 1994 und 1996 wurde das Programm als „Winston Select Million“ beworben, nachdem R.J. Reynolds seine Select-Marke in NASCAR bewerben wollte.

## Direkter Erfolg
Direkt im ersten Jahr des Bonusprogramms sicherte sich Bill Elliott die eine Million US-Dollar. Der Sieg katapultierte seinen Bekanntheitsgrad weit nach oben. Elliott wurde als „Million Dollar Bill“ bekannt und er erschien auf der Titelseite von Sports Illustrated. Die relative Leichtigkeit, mit der Elliott den Bonus gewann, verleitete viele Fans und Experten zu der Meinung, dass das Preisgeld verhältnismäßig oft gewonnen werden würde. Es stellte sich allerdings heraus, dass dies nicht der Fall war und es vielfach sogar besonders schwierig war, sich überhaupt für die Chance auf die Million zu qualifizieren.

## Frustration
Nach Elliotts Erfolg konnte über ein Jahrzehnt kein Fahrer mehr den Bonus gewinnen. Im Jahre 1989 hatte Darrell Waltrip als erster Fahrer seit 1985 die Chance auf die Million. Im Southern 500 in Darlington hatte er aber nie eine ernsthafte Siegchance und so nahm er die Chance auf die 100.000 US-Dollar wahr. Im Jahre 1990 führte Dale Earnhardt das Daytona 500 an, als er aufgrund eines Reifenschadens in der letzten Runde das Rennen nicht gewinnen konnte. Da er noch zwei weitere Rennen zur Winston-Million im Verlauf der Saison gewann, hätte er ohne den Reifenschaden als zweiter Fahrer die eine Million US-Dollar gewonnen.
Im Jahre 1992 wurde das Southern 500 aufgrund von Regens vorzeitig abgebrochen und Davey Allison um die Chance auf die Million gebracht. Er lag das ganze Rennen in aussichtsreicher Position, beendete es aber als Fünfter. Zwar konnte Allison zwischen Mitte 1991 und Mitte 1992 drei der vier Rennen gewinnen, allerdings nicht in einer Saison.
Vier Jahre später, im Jahre 1996, hatte Dale Jarrett eine Chance auf die Million. Er gewann in Daytona und Charlotte, aber in Talladega musste er sich um 0,22 Sekunden Sterling Marlin geschlagen geben, der das Rennen gewann. Ein 14. Platz in Darlington machte seinen Chancen auf den Bonus zunichte.
Erst 1997 wurde die Million erneut und zum zweiten Mal gewonnen. Jeff Gordon hielt einen hart attackierenden Jeff Burton auf den letzten Runden in Darlington hinter sich, als sie sich berührend die Ziellinie überquerten.

## Karriere-Grand-Slam-Statistiken
Zwischen 1998 und 2004 konnte auch nach Beendigung des Bonusprogramms kein Fahrer mehr drei der vier wichtigsten Rennen in einer Saison gewinnen. Nach der Einstellung des Southern 500 aufgrund des Ferko-Lawsuit ist der Grand Slam auch nicht mehr intakt.
Innerhalb ihrer Karriere konnten bislang nur sieben Fahrer alle Rennen des Grand Slam gewinnen:
- Richard Petty
- Bobby Allison
- Darrell Waltrip
- Dale Earnhardt
- Jeff Gordon
- Jimmie Johnson
- Buddy Baker

Aufgrund des nicht mehr gefahrenen Southern 500 haben nur noch folgende Fahrer die Möglichkeit, den Grand Slam dennoch zu erzielen:
- Ward Burton benötigt noch das Aaron’s 499 (Winston 500) und das Coca-Cola 600
- Bobby Labonte benötigt noch das Daytona 500
- Mark Martin benötigt noch das Daytona 500
- Jeff Burton benötigt noch das Aaron’s 499 (Winston 500) und das Daytona 500

## Winston Million Rennsieger / Ergebnisse (1985–1997)
| Saison | Daytona         | Talladega       | Charlotte       | Darlington      | Bemerkungen                                                                  |
| ------ | --------------- | --------------- | --------------- | --------------- | ---------------------------------------------------------------------------- |
| 1985   | Bill Elliott    | Bill Elliott    | Darrell Waltrip | Bill Elliott    | Elliott gewann die Winston Million                                           |
| 1986   | Geoff Bodine    | Bobby Allison   | Dale Earnhardt  | Tim Richmond    |                                                                              |
| 1987   | Bill Elliott    | Davey Allison   | Kyle Petty      | Dale Earnhardt  |                                                                              |
| 1988   | Bobby Allison   | Phil Parsons    | Darrell Waltrip | Bill Elliott    |                                                                              |
| 1989   | Darrell Waltrip | Davey Allison   | Darrell Waltrip | Dale Earnhardt  | Waltrip gewann 100.000 US-Dollar-Bonus                                       |
| 1990   | Derrike Cope    | Dale Earnhardt  | Rusty Wallace   | Dale Earnhardt  | Earnhardt gewann 100.000 US-Dollar-Bonus                                     |
| 1991   | Ernie Irvan     | Harry Gant      | Davey Allison   | Harry Gant      | Gant gewann 100.000 US-Dollar-Bonus                                          |
| 1992   | Davey Allison   | Davey Allison   | Dale Earnhardt  | Darrell Waltrip | Allison gewann 100.000 US-Dollar-Bonus; Waltrip erzielte Karriere-Grand Slam |
| 1993   | Dale Jarrett    | Ernie Irvan     | Dale Earnhardt  | Mark Martin     |                                                                              |
| 1994   | Sterling Marlin | Dale Earnhardt  | Jeff Gordon     | Bill Elliott    |                                                                              |
| 1995   | Sterling Marlin | Mark Martin     | Bobby Labonte   | Jeff Gordon     |                                                                              |
| 1996   | Dale Jarrett    | Sterling Marlin | Dale Jarrett    | Jeff Gordon     | Jarrett gewann 100.000 US-Dollar-Bonus                                       |
| 1997   | Jeff Gordon     | Mark Martin     | Jeff Gordon     | Jeff Gordon     | Gordon gewann die Winston Million                                            |

## Winston No Bull 5
Im Jahre 1998, während der Vorbereitungen zum 50-jährigen Bestehen von NASCAR, entschied sich R.J. Reynolds das Bonusprogramm zu überarbeiten. Diverse Faktoren gingen in den Veränderungen ein. Nach 13 Saisons wurde die Winston Million nur zweimal gewonnen und vielfach konnte ein Fahrer noch nicht mal zwei der vier Rennen gewinnen. R.J. Reynolds, NASCAR, die Fahrer und die Fans wünschten sich ein neues Format für diese Auszeichnung, so dass die oft und von mehreren Fahrern gewonnen werden könne.
Mittlerweile gab es Konkurrenz, was die Wertigkeit der etablierten Kronjuwelen betraf. In der Saison 1994 fand das erste Brickyard 400 auf dem Indianapolis Motor Speedway statt und entthronte sogar für einige Jahre das Daytona 500 als das reichste Rennen der Saison. Die Rennen auf dem Richmond International Raceway stiegen ebenfalls in der Beliebtheit von Fans und Fahrern. Zusätzlich gab es einige neue Veranstaltungen, die alle viel Preisgeld offerierten.
Das neue Programm für die Saison 1998, die sogenannte No Bull 5 – benannt nach einer Winston Marketing-Kampagne – bestand aus den drei Rennen Daytona 500, Coca-Cola 600 und Southern 500 des Grand Slam zusammen mit dem Brickyard 400. Das Rennen in Talladega, welches für das Programm genutzt wurde, wurde in den Oktober verschoben. Für den Bonus qualifizierte jeder Fahrer in den Top-5 eines jeden No-Bull-5-Rennens. Wenn einer dieser fünf Fahrer das nächste Rennen des No Bull 5 gewann, so sicherte er sich den Bonus von einer Million US-Dollar. Zusätzlich wurden zu jedem No-Bull-5-Rennen fünf Zuschauer ausgewählt und jeweils einem der qualifizierten Fahrern zugeteilt. Wenn der entsprechende Fahrer den Bonus gewann, gewann der Zuschauern ebenfalls eine Million US-Dollar.
Während der Rennen des No Bull 5 wurden die Fahrzeuge der qualifizierten Fahrer speziell lackiert. Die Nummer auf dem Dach war in leuchtendem Orange und ein leuchtendes $-Symbol wurde auf dem Fenster der Beifahrerseite angebracht.
In den Saisons wurden die Rennen des Programms oft verändert. Das Brickyard 400 wurde nach nur einem Jahr durch das Las Vegas 400 ersetzt. Das Daytona 500 wurde durch das Pepsi 400 ersetzt und nach dem Wegfall des Southern 500 trat an dessen Stelle das Chevy Rock and Roll 400.
In den fünf Jahren, in denen das Programm existierte, gab es 25 Rennen, 125 qualifizierte Fahrerplätze und 124 qualifizierte Fans. Ein Fan qualifizierte sich zweimal, gewann aber beide Male nicht den Bonus. Insgesamt wurde der Bonus 13-mal ausgeschüttet. Jeff Gorden gewann es viermal. Zusammen mit der Winston Million des Jahres 1997 gewann er alleine durch dieses Bonus-Programm ein Preisgeld von fünf Millionen US-Dollar.

## Winston No-Bull-5-Sieger / Ergebnisse
Die fünf Bestplatzierten in einem Rennen, welches zur No Bull 5 zählte, qualifizierte sich für den Bonus im nächsten Rennen des No Bull 5. Für das erste Rennen, das Daytona 500 des Jahres 1998, waren die Top-5 des DieHard 500 der Saison 1997 qualifiziert.
1998
- Daytona 500 – kein Gewinner (Dale Earnhardt erzielt seinen Karriere-Grand Slam)
- Coca-Cola 600 – kein Gewinner
- Brickyard 400 – Jeff Gordon
- Mountain Dew Southern 500 – Jeff Gordon
- Winston 500 – Dale Jarrett

1999
- Daytona 500 – Jeff Gordon
- Las Vegas 400 – kein Gewinner
- Coca-Cola 600 – Jeff Burton
- 50th Annual Southern 500 – Jeff Burton
- Winston 500 – kein Gewinner

2000
- Daytona 500 – Dale Jarrett
- CarsDirect.com 400 – Jeff Burton
- Coca-Cola 600 – kein Gewinner
- Chevrolet Monte Carlo 400 – kein Gewinner
- Winston 500 – Dale Earnhardt

2001
- UAW-DaimlerChrysler 400 – Jeff Gordon
- Coca-Cola 600 – kein Gewinner
- Pepsi 400 – kein Gewinner
- Chevrolet Monte Carlo 400 – kein Gewinner
- EA Sports 500 – Dale Earnhardt junior

2002
- UAW-DaimlerChrysler 400 – kein Gewinner
- Coca-Cola 600 – Mark Martin
- Pepsi 400 – kein Gewinner
- Chevrolet Monte Carlo 400 – kein Gewinner
- EA Sports 500 – Dale Earnhardt junior